# Lenkungsabgabe
Eine Lenkungsabgabe, auch Lenkungssteuer, Wirkungszwecksteuer oder, selten, Lenkungszwecksteuer, ist eine Abgabe, deren Hauptzweck es ist, das Verhalten der Abgabepflichtigen in eine bestimmte, vom Gesetzgeber gewünschte Richtung zu lenken. Die Erzielung von Einnahmen ist demgegenüber Nebenzweck.
Lenkungssteuern beruhen in der Regel auf eigens zu Lenkungszwecken erlassenen Steuergesetzen. Daneben werden in bestehenden Gesetzen mit Hilfe von Ausnahmen, seien es Steuervergünstigungen oder steuerliche Benachteiligungen, Lenkungszwecke verfolgt. Lenkungsnormen sind Rechtsnormen, die die rechtliche Grundlage für Lenkungssteuern und lenkende Steuerausnahmen bilden.
Im Fall der Steuervergünstigungen lenkt das Steuersystem nicht mittels Belastung unerwünschten Verhaltens, sondern mittels Förderung erwünschten Verhaltens. So wird zum Beispiel in Deutschland der Verkauf von Büchern nur mit dem ermäßigten Umsatzsteuersatz belastet und so indirekt subventioniert, was sich mit einem kulturpolitischen Lenkungszweck rechtfertigen lässt. Weiteres Beispiel ist die deutsche Kraftfahrzeugsteuer, die schadstoffarme Modelle vergünstigt. Die österreichische Normverbrauchsabgabe für Kraftfahrzeuge, die ebenfalls Anreize für die Anschaffung emissionsarmer Kraftfahrzeuge bieten soll, ist hingegen eine belastende Lenkungsabgabe, die eigens im Normverbrauchsabgabegesetz geregelt ist.

## Fiskal- und Lenkungszweck
Mit Entstehung frühneuzeitlicher Staaten waren Steuern Finanzierungsinstrument des Staates, ihre Erhebung war allein mit fiskalischen Zwecken verbunden. Im 18. Jahrhundert erkannte man, dass sich die ohnehin fast immer mit Steuern verbundene ausweichende Wirkung auf Wirtschaftssubjekte für außerfiskalische, lenkende Zwecke einsetzen ließ. In der konkreten Gestaltung von Steuersystemen traten die Lenkungszwecke im 20. Jahrhundert allmählich neben die fiskalischen.
Die Erhebung einer Steuer nimmt also regelmäßig Einfluss darauf, inwieweit Wirtschaftssubjekte weiterhin Tatbestände verwirklichen, die zur Steuerpflicht führen. Soweit sie ihr Tun nicht ändern, wird unmittelbar den Steuerpflichtigen und – soweit die Steuer überwälzt wird – letztlich den Steuerträgern durch die Steuer Geld entzogen, um es dem Fiskus zuzuführen. Dies ist die Belastungswirkung der Steuer, die mit der Verwirklichung ihres Fiskalzwecks einhergeht. Oft werden die Wirtschaftssubjekte aber auch ihre Tätigkeit anpassen, dies ist die Gestaltungswirkung der Steuer. Wenn die Gestaltungswirkung nicht ungewollt ist, sondern gezielt zur Verhaltenslenkung genutzt wird, dient die Steuer einem Lenkungszweck.
Steuergesetze werden fast immer auch Ausweichreaktionen hervorrufen, also eine Gestaltungswirkung haben, die jedoch oft nicht vom Gesetzgeber gewollt ist. Auch in diesem Fall – solange nur die Generierung von Einnahmen beabsichtigt ist – spricht man von einer Fiskalsteuer. Nur bei einer beabsichtigten Gestaltungswirkung kann von einer Lenkungssteuer gesprochen werden.
Zwischen Fiskal- und Lenkungszweck gibt es ein Spannungsverhältnis: Der Erfolg beim Lenkungszweck kann dem Einnahmeerzielungszweck zuwiderlaufen. Wenn das Steueraufkommen mit zunehmendem Steuersatz einen umgekehrt U-förmigen Verlauf hat (Laffer-Kurve), führt jenseits des maximalen Steueraufkommens ein höherer Steuersatz zu einem sinkenden Aufkommen. Sofern dabei aber die vom Gesetzgeber gewünschte Lenkungswirkung zunimmt, kann der höhere Steuersatz auch bei einer Verringerung des Aufkommens gerechtfertigt sein. Der Fiskalzweck tritt dann hinter den Lenkungszweck zurück.

### Deutschland
In Deutschland besagt die Legaldefinition von Steuern unter anderem, dass einer ihrer Zwecke die Erzielung von Staatseinnahmen sein muss, dies muss aber nicht Hauptzweck sein (§ 3 AO). Rechtlich ist inzwischen auch durch das Bundesverfassungsgericht geklärt, dass der Zweck der Einnahmeerzielung hinter dem Zweck der Verhaltenslenkung zurücktreten darf. Der Lenkungszweck muss in dem der Steuer zugrunde liegenden Gesetz klar erkennbar sein.
Die Einnahmeerzielung kann so lange Nebenzweck sein, wie überhaupt noch eine objektive Ertragsrelevanz der Norm besteht. Das bedeutet, so lange auf jeden Fall mit einem Steueraufkommen gerechnet werden kann, bleibt die Steuereigenschaft erhalten. Eine Lenkungssteuer muss also, wie jede Steuer, dazu geeignet sein Einnahmen zu erzielen; die Lenkungswirkung, auch wenn sie Hauptzweck der Steuer ist, darf die Verwirklichung des fiskalischen Zwecks nicht ganz verhindern. Es ist nicht zulässig, dass das besteuerte Verhalten vollständig erdrosselt wird, der besteuerte Tatbestand nicht mehr eintritt und das Steueraufkommen deswegen auf Null sinkt, denn dann handelt es sich schon begrifflich nicht mehr um eine Steuer.
Die mit der Einnahmeerzielung verbundene Belastungswirkung muss vor allem dem Gleichheitsgrundsatz entsprechen. Eine Durchbrechung des Gleichheitsgrundsatzes durch Sonderregelungen kann durch Lenkungszwecke gerechtfertigt sein. Die Gestaltungswirkungen bestehen hingegen in einer Beeinträchtigung der Freiheitsrechte, der Lenkungszweck muss in erster Linie in dieser Hinsicht gerechtfertigt werden können. Die Beeinträchtigungen müssen verhältnismäßig, d. h. zur Verfolgung des legitimen Zwecks erforderlich, geeignet und angemessen sein. Es handelt sich jedoch nicht um einen Grundrechtseingriff im Sinn des Verfassungsrechts, ist weder unmittelbar noch imperativ. Problematisch wäre in der Regel nur eine besonders hohe Eingriffsintensität, die einem Ge- oder Verbot praktisch gleicht.
Zwar darf im Einzelfall die Leistungsfähigkeit eines Steuerpflichtigen überschritten werden, die Steuerhöhe darf aber nicht dazu führen, dass generell die meisten potentiell Steuerpflichtigen aus wirtschaftlichen Gründen gezwungen, sind ihre besteuerte Tätigkeit ganz einzustellen. Die Lenkungssteuer soll unerwünschtes – etwa umweltschädliches – Verhalten beschränken, darf aber kein faktisches Verbot für den „durchschnittlichen Steuerpflichtigen“ mittels Steuergesetzgebung sein. Eine solche Erdrosselungssteuer wäre verfassungswidrig (Erdrosselungsverbot).
Der Lenkungszweck kann nur der Rechtfertigung einer Steuer dienen, wenn sie auch zur Lenkung geeignet ist. Das wäre zum Beispiel dann nicht der Fall, wenn es keine Ausweichmöglichkeiten gibt. Rainer Wernsmann weist aber darauf hin, dass selbst bei kurzfristig vollkommen unelastischer Nachfrage – wenn also die Steuerträger kurzfristig nicht auf andere Produkte ausweichen können – langfristig eine Lenkungswirkung bestehen kann, indem die Steuer Anreize schafft neue Produkte zu entwickeln, auf den Markt zu bringen und so Ersatzangebote zu schaffen.

## Vergleich mit anderen politischen Gestaltungsmitteln
Steuern sind, weil sie in ihrem Sachbereich meist jeden erfassen, aus Sicht des Gesetzgebers ein bequemes Mittel, die Wirtschafts- und Sozialordnung zu gestalten. Außerdem deuten Resultate der Steuerpsychologie darauf hin, dass Steuern sehr effektiv auf die Steuerträger wirken können. Denn Bürger sind oft besonders bestrebt, ihre Steuerlast zu verringern und Steuerzahlungen zu vermeiden; Ausnahmen und Steuervergünstigungen nehmen sie gerne auch in Fällen in Anspruch, in denen sie eine direkte Subvention nicht beantragen würden. Gegenüber ordnungsrechtlichen Mitteln, wie zum Beispiel festen Emissionsschwellen, lassen Lenkungssteuern den regulierten Unternehmen und Personen mehr Flexibilität, die jedoch zu Unsicherheit über die Erreichung des gewünschten Lenkungszwecks führt. Anders als Ver- oder Gebote dienen Lenkungsnormen nicht der Verhinderung eines unerwünschten Verhaltens, sondern dessen Eindämmung, seiner Reduzierung auf ein erträgliches Maß.
Bei Lenkungssteuern besteht grundsätzlich das Problem, dass sich ihre Wirkungen nur schwer abschätzen lassen. Falsch eingeschätzte Preiselastizitäten, Steuerüberwälzungen, Gewöhnungs- und Substitutionseffekte können dazu führen, dass die beabsichtigte Lenkungswirkung schwächer oder stärker ausfällt als beabsichtigt. In der Umweltpolitik ist daher, neben dem preisorientierten Instrument der Umweltabgaben und dem Ordnungsrecht, auch der mengenorientierte Ansatz des Emissionshandels verbreitet, der es erlaubt, treffsicher Emissionsmengen zu begrenzen, dafür aber zu zusätzlichen Preisschwankungen führen kann (→ Preis-Standard-Ansatz).
Um überhaupt eine Lenkungswirkung beim Steuerträger zu erzielen, muss die Steuer für ihn merklich sein. D. h., der Steuerträger muss eine durch die Steuer hervorgerufene Preisänderung bemerken und sein Verhalten ändern. Im Beispiel einer Energiesteuer sollte er in den Situationen, in denen er über seinen Energieverbrauch entscheidet, die Steuer bzw. den durch sie bewirkten Preisanstieg in seine Entscheidung miteinbeziehen.

## Verbreitete Lenkungszwecke
Lenkungssteuern können ein Instrument sein, Marktversagen zu beheben. Durch die Steuer werden schädliche Nebeneffekte eines Verhaltens ganz oder teilweise dem Verhalten in Form von Kosten angelastet, das Verhalten soll so auf ein verträgliches Niveau reduziert werden. Für positive Nebeneffekte können Wirtschaftssubjekte durch steuerliche Vergünstigungen belohnt und so zu gemeinwohlförderndem Verhalten angereizt werden. Werden die – positiven oder negativen – externen Effekte vollständig internalisiert, spricht man von Pigou-Steuern. Umweltsteuern dienen oft der Eindämmung schädlicher Nebeneffekte, zum Zweck des Umweltschutzes werden zum Beispiel Luftverkehrabgaben oder Abfallabgaben erhoben.
Auch Steuern, die dem Zweck des Gesundheitsschutzes dienen, zum Beispiel Zuckersteuern oder Alkopopsteuern, werden mit externen Effekten, nämlich den Kosten für das Gesundheitswesen, gerechtfertigt. In diesen Steuern wird oft auch ein paternalistischer Zweck vermutet: Der Staat will zum vermeintlichen Wohl des Betroffenen, aber möglicherweise gegen dessen Willen auf sein Verhalten einwirken. Solche Einwirkungen können, zum Beispiel durch den Schutz Minderjähriger oder Verbraucherschutz, begründet sein, sie müssen aber in einer Gesellschaft, die sich am Leitbild des mündigen, eigenverantwortlichen Bürgers orientiert, gerechtfertigt werden.
Staatliche Bevormundung wird besonders in solchen Fällen befürchtet, in denen der Staat durch die Besteuerung eine Wertung vornimmt, also anzeigen will, welches Verhalten er als gut oder schlecht ansieht, welches staatlicherseits erwünscht oder unerwünscht ist. Solche Wertungen können aber dadurch gerechtfertigt sein, dass sie sich an einer verfassungsmäßig gegebenen Wertordnung orientieren und sie zu fördern suchen.
Die Besteuerung von Alkohol, Tabak, Glücksspiel oder ungesunden Lebensmitteln wird im Englischen auch als Sin Tax (Sündensteuer) bezeichnet. Soweit mit diesen Steuern nicht Nebeneffekte in den Preis einbezogen werden, die das Handeln der Besteuerten auf Dritte hat, sondern die Betroffene vielmehr staatlicherseits zur Selbstbeschränkung und -beherrschung ermuntert werden sollen, weisen sie eine besonders hohe freiheitsrechtliche Eingriffsintensität auf.

## Einnahmenverwendung

### Staatsfinanzierung
In der Regel dienen die Einnahmen aus Lenkungssteuern der Staatsfinanzierung und fließen in den allgemeinen Haushalt.

### Zweckgebundene Verwendung
Der Staat kann den politischen Willen bekunden oder gesetzlich festschreiben, das Steueraufkommen für einen bestimmten Zweck verwenden zu wollen. Zwischen Lenkungszweck und dem Verwendungszweck kann ein sachlicher Zusammenhang bestehen: So waren die Mittel aus der deutschen Mineralölsteuer teilweise für den Straßenbau gesetzlich zweckgebunden. Gegenbeispiel ist die Erhöhung der deutschen Tabaksteuer nach den Anschlägen im September 2001, die erklärtermaßen den Finanzbedarf zur Bekämpfung von Terrorismus decken sollte.
Bisweilen wird in der Öffentlichkeit und politischen Diskussion ein Wertungswiderspruch in zweckgebundenen Lenkungssteuern gesehen, wenn einerseits das mit der Steuer belegte Verhalten als staatlicherseits unerwünscht wahrgenommen wird, andererseits aus ebendiesem Verhalten ein staatlich erwünschtes Steueraufkommen für einen als gut angesehenen Zweck resultiert. Die Erhöhung der Tabaksteuer 2001 wurde beispielsweise unter dem Schlagwort „Rauchen gegen den Terror“ kritisiert.
In Deutschland sind der Zweckbindung unter anderem durch das Gesamtdeckungsprinzip Grenzen gesetzt.

### Rückvergütung
Es besondere Form der Zweckbindung ist die Rückvergütung. Hierbei wird, wie z. B. im Fall der VOC-Abgabe in der Schweiz, der Ertrag teilweise oder vollumfänglich an die Bevölkerung verteilt. In diesem Fall fließt das zusätzliche Steueraufkommen nicht in den allgemeinen Haushalt und führt netto nicht zu Steuermehreinnahmen. Vielmehr ist das Steueraufkommens mit einer Geldleistung an die Bürger verknüpft.
Wirtschaftspolitisches Idealziel einer Rückvergütung ist die Schaffung von positiven Anreizen: Man belohnt Leute, die sich im gewünschten Sinne verhalten, die verfügbaren Einkommen werden erhöht. Eine Rückverteilung von Lenkungssteuern wird oft auch als steuerliche Subvention bezeichnet. Ob diese Bezeichnung sinnvoll ist, hängt davon ab, ob man darunter nur direkte Transfers öffentlicher Mittel an Private versteht oder auch den Verzicht des Staates auf Einnahmen zur Förderung von Kaufkraft und Arbeitsplätzen (Doppelte Dividende).
Im offiziellen Sprachgebrauch der deutschen Bundesregierung werden solche Einnahmeverzichte als „subventionsähnliche Tatbestände“ bezeichnet. Im Unterschied zu den fiskalischen Steuern (wie Einkommens- und Umsatzsteuer), die hauptsächlich zur Finanzierung der Staatsaufgaben dienen, soll mit der Lenkungssteuer Konsumverhalten gelenkt werden. Die Alkopopsteuer als Sondersteuer etwa leistet indirekt einen Beitrag zur Gesundheitsvorsorge und damit zum Gemeinwohl, weil Jugendliche wegen des hohen Preises weniger gesundheitsschädliche Produkte konsumieren.

## Lenkungsabgaben nach Steuersystem

### Deutschland
Zu den wichtigsten Lenkungssteuern in Deutschland zählen die Mineralölsteuer, die dem Umweltschutz dienen soll, und die Tabaksteuer, deren Hauptzweck der Gesundheits- und Jugendschutz ist. Mitte der 2000er Jahre betrug das Aufkommen aus der Mineralölsteuer um die 40 Mrd. Euro, das aus der Tabaksteuer ging gegen 15 Mrd. Euro. Das Steueraufkommen steht dem Bund zu (→ Bundessteuer). Eine Untersuchung des Finanzwissenschaftlichen Instituts Köln kam zu dem Ergebnis, dass Anhebungen der Tabaksteuer, besonders kurz nach der Erhöhung, einen deutlichen Lenkungseffekt auslösten. Hinsichtlich der Mineralölsteuer konnte das Institut keine deutliche Lenkungswirkung bis 1998 feststellen, nach Erhöhungen kam es zu leichten Nachfragerückgängen, sonst aber nahm der Verbrauch kontinuierlich zu. Nach der Erhöhung im Zuge der ökologischen Steuerreform 1999 kam es zu einem länger anhaltenden Nachfragerückgang.
Den Ländern fließen die Einnahmen aus der Biersteuer (Gesundheits- und Jugendschutz, Aufkommen Mitte der 2000er Jahre unter 800 Mio. Euro, mit fallender Tendenz) und der Wettsteuer (Jugendschutz, Aufkommen um 1,8 Mrd. Euro) zu.

### Schweiz
In der Schweiz gibt es eine Reihe von Lenkungsabgaben, die dem Umweltschutz dienen sollen, darunter die VOC-Abgabe oder die CO2-Abgabe auf Brennstoffe.

## Lenkungsabgaben nach Steuergegenstand

### Steuern auf Lebens- und Genussmittel
Lenkungssteuern auf Lebens- und Genussmitteln dienen vorwiegend gesundheitspolitischen Zielen. Zu Lenkungssteuern auf Lebens- und Genussmitteln zählen Fett- und Zuckersteuern. Die Weltgesundheitsorganisation empfiehlt diese Besteuerung, um der zunehmenden Adipositas und Diabetes entgegenzuwirken. Zwar wurde ein kurzfristiger Rückgang der Nachfrage nach den so besteuerten Waren festgestellt, über die langfristige Wirksamkeit besteht jedoch noch Unsicherheit.
Auch mit Tabaksteuern oder Steuern auf Alkohol, wie beispielsweise der deutschen Alkopopsteuer, werden gesundheitspolitische Lenkungszwecke verfolgt.
Mit Fleischsteuern werden auch umwelt- und klimapolitische Lenkungszwecke verfolgt.

### Abgaben auf Plastikprodukte und -verpackungen
Seit 2021 müssen die Mitgliedstaaten der EU eine sogenannte EU-Plastikabgabe bezahlen. Dabei handelt es sich nicht um eine Abgabe im eigentlichen Sinn, sondern um Beiträge zu den Eigenmitteln des EU-Haushalts; die Höhe der Beiträge richtet sich nach der Menge nicht-recycelten Verpackungsabfalls aus Kunststoff im jeweiligen Land. Den Mitgliedstaaten ist es freigestellt, ob sie die Beiträge aus ihrem Haushalt bestreiten oder in Form einer Steuer auf Produzenten, Handel oder andere Akteure des Verpackungssektors überwälzen. Die EU erhofft sich von der Abgabe auch eine Lenkungswirkung zur Verminderung des Verpackungsabfalls. [veraltet] Deutschland bestreitet seinen Beitrag aus dem allgemeinen Haushalt; im Dezember 2023 einigte sich die Bundesregierung darauf, die Kosten durch eine Plastiksteuer zu decken, die von den Inverkehrbringern der Verpackungen erhoben werden soll.
Großbritannien erhebt seit 2022 eine Kunststoffverpackungssteuer, die Plastic Packaging Tax, in Höhe von 0,20 GBP/kg auf die meisten Verpackungen mit mindestens 50 % Kunststoffanteil, wenn in dem Anteil nicht mindestens 30 % Recyclat enthalten sind. Steuerschuldner sind die Hersteller bzw. Importeure der Verpackungen. In Spanien gibt es seit 2023 eine Steuer von 0,45 EUR/kg auf Plastikverpackungen, wobei der Anteil recycelten Kunststoffs in der Verpackung ausgenommen ist. In beiden Fällen sollen die Steuern u. a. den Anreiz zur Verwendung von recyceltem Kunststoff erhöhen.
In Deutschland werden ab 2025 gemäß dem Einwegkunststofffondsgesetz (EWKFondsG) die Hersteller bestimmter Einweg-Kunststoffprodukte – von Lebensmittelbehältern für den Außer-Haus-Verkauf, Tüten- und Folienverpackungen, Getränkebehältern, Plastiktaschen, Feuchttüchern, Luftballons und Tabakprodukten mit kunststoffhaltigen Filtern – durch die Einwegkunststoffabgabe für deren Entsorgung in die Verantwortung genommen: Dabei handelt es sich um eine Sonderabgabe, die die Hersteller nach Art und Masse ihrer Produkte in den Einwegkunststofffonds (EWKF) zahlen müssen. Der Fonds wird vom Umweltbundesamt verwaltet. Aus diesem Fonds werden Städten und Gemeinden Kosten insbesondere für Abfallentsorgung und Reinigung erstattet. Mit dieser Sonderabgabe wird der Einwegkunststoff-Richtlinie der Europäischen Union Rechnung getragen. Die Abgabenhöhe und die Auszahlungskriterien werden in der Einwegkunststofffondsverordnung (EWKFondsV) näher bestimmt. Bei der Festsetzung der Abgabensätze und der Einordnung von Kunststoffprodukten werden das Bundesumweltministerium und das Umweltbundesamt von einer Einwegkunststoffkommission beraten.